# El asombro de Damasco
El asombro de Damasco es una zarzuela en dos actos inspirada en un cuento de Las mil y una noches, con libreto de Antonio Paso y Cano y Joaquín Abati y música de Pablo Luna. Se estrenó el 20 de septiembre de 1916 en el Teatro Apolo de Madrid.

## Historia
En 1916, Enrique Chicote y Juan Vila, empresarios a cargo del Teatro Apolo de Madrid por esas fechas, le pidieron a Antonio Paso la creación de una pieza lírica para ser estrenada en su teatro; en respuesta, el autor escribió el libreto de El asombro de Damasco en colaboración con Joaquín Abati. La pieza fue musicalizada por Pablo Luna y se estrenó con éxito el  20 de septiembre de 1916.
Años después, el 10 de noviembre de 1924, la zarzuela se estrenó en el New Oxford Theatre de Londres con el nombre de The First Kiss (El primer beso). Aunque solo tuvo 43 representaciones, fue la primera zarzuela completa que se presentó en esa ciudad y tendrían que pasar 75 años para que otra zarzuela se interpretara en los escenarios londinenses.

## Recepción
La crítica de la época elogió el libreto, la música y las actuaciones. La edición del periódico ABC del 21 de septiembre de 1916 afirmó:

De un cuento de Las mil y una noches salió El asombro de Damasco, zarzuela que, a juzgar por el éxito de su estreno, se representará también mil y una noches [...]
ABC, 21 de septiembre de 1916.

Días después, José Juan Cadenas escribió en el suplemento Blanco y Negro del 1 de octubre de 1916:

El asombro de Damasco [...] pone de manifiesto la habilidad de sus autores, los Sres. Abati y Paso, que han compuesto un libro chispeante y regocijado, en el que abundan los chistes de gran efecto y las frases ingeniosas. La partitura, original de Pablo Luna, redondeó el éxito de la obra, porque el compositor ha realizado una labor que le acredita y consolida. [...] El asombro de Damasco está puesto a todo lujo. La interpretación es perfecta. Rosario Leonís y Paco Meana fueron los triunfadores de la noche; Ortas, como de costumbre, hizo las delicias del público [...].
José Juan Cadenas, suplemento Blanco y Negro, 1 de octubre de 1916.

Análisis más recientes celebran sobre todo la magnificencia de la música, señalando que «[la obra tiene] una partitura con un ajuste perfecto y una orquestación que a veces es magistral». Se la describe también como la obra maestra de Luna e incluso como una de las obras maestras del género en el siglo XX.

## Personajes
| Personaje | Reparto del estreno |
| --------- | ------------------- |
| Zobeida   | Rosario Leonís      |
| Fahima    | Julia Castrillo     |
| Ben Ibhen | Casimiro Ortas      |
| Alí-Mon   | Valeriano León      |
| Nhuredín  | Francisco Meana     |

## Argumento
La acción se desarrolla en un mercado de Damasco y la trama gira alrededor de Zobeida, una mujer virtuosa que es pretendida por tres hombres poderosos, que para conseguir su amor incurren en trampas y propuestas indecorosas. Por consejo de un hombre misterioso, Zobeida cita a los tres en casa de Fahima. Cuando están ahí aparece el bandido Ka-Fur, que les ofrece unirse a su banda como único medio de salvar la vida. Ellos aceptan, y justifican su decisión confesando los delitos que ya han cometido (de manera que unirse a un bandido no iba a ser un gran cambio para ellos). El supuesto bandido, —que fue quien aconsejó a Zobeida reunir a los tres hombres—, resulta ser el califa disfrazado. Los malvados son despojados de sus bienes y el califa se los otorga a la virtuosa Zobeida.